# Пробіркотримач

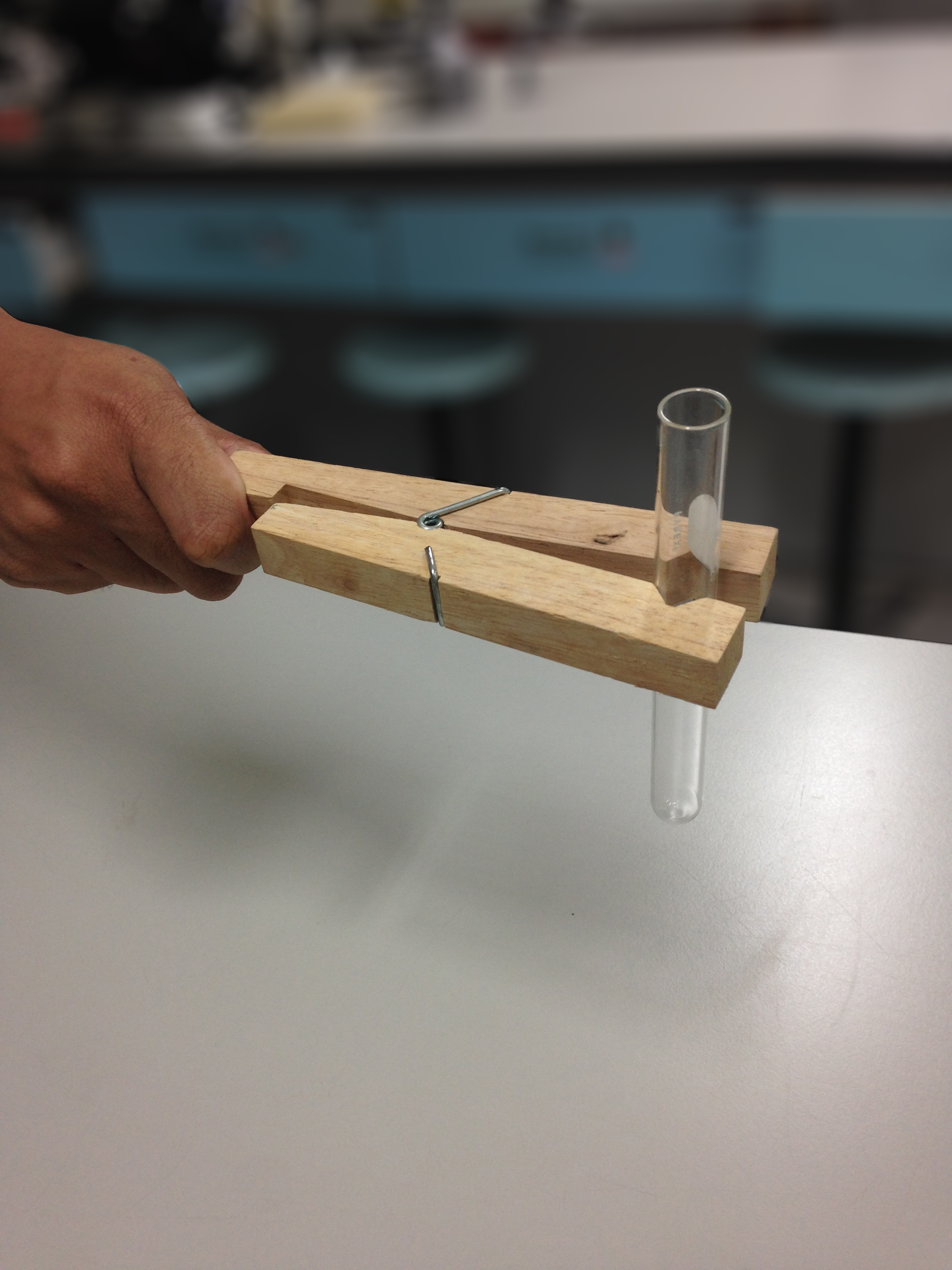
Дерев'яний пробіркотримач

Пробіркотрима́ч — лабораторне обладнання, інструмент, який використовується для запобігання опікам рук під час нагрівання пробірок у хімічних дослідах. Здебільшого виготовляють із дерева, але зустрічаються також металеві затискачі для пробірок.

## Використання і техніка безпеки
При використанні пробірку необхідно вставляти у пробіркотримач знизу вгору і затискати на дві третини пробірки, відстань між тримачем і верхньою частиною пробірки повинна становити приблизно 3 см. Важливо, щоб під час нагрівання пробірки з рідиною або твердою речовиною затискач щільно утримував пробірку, щоб її можна було безпечно нагрівати.

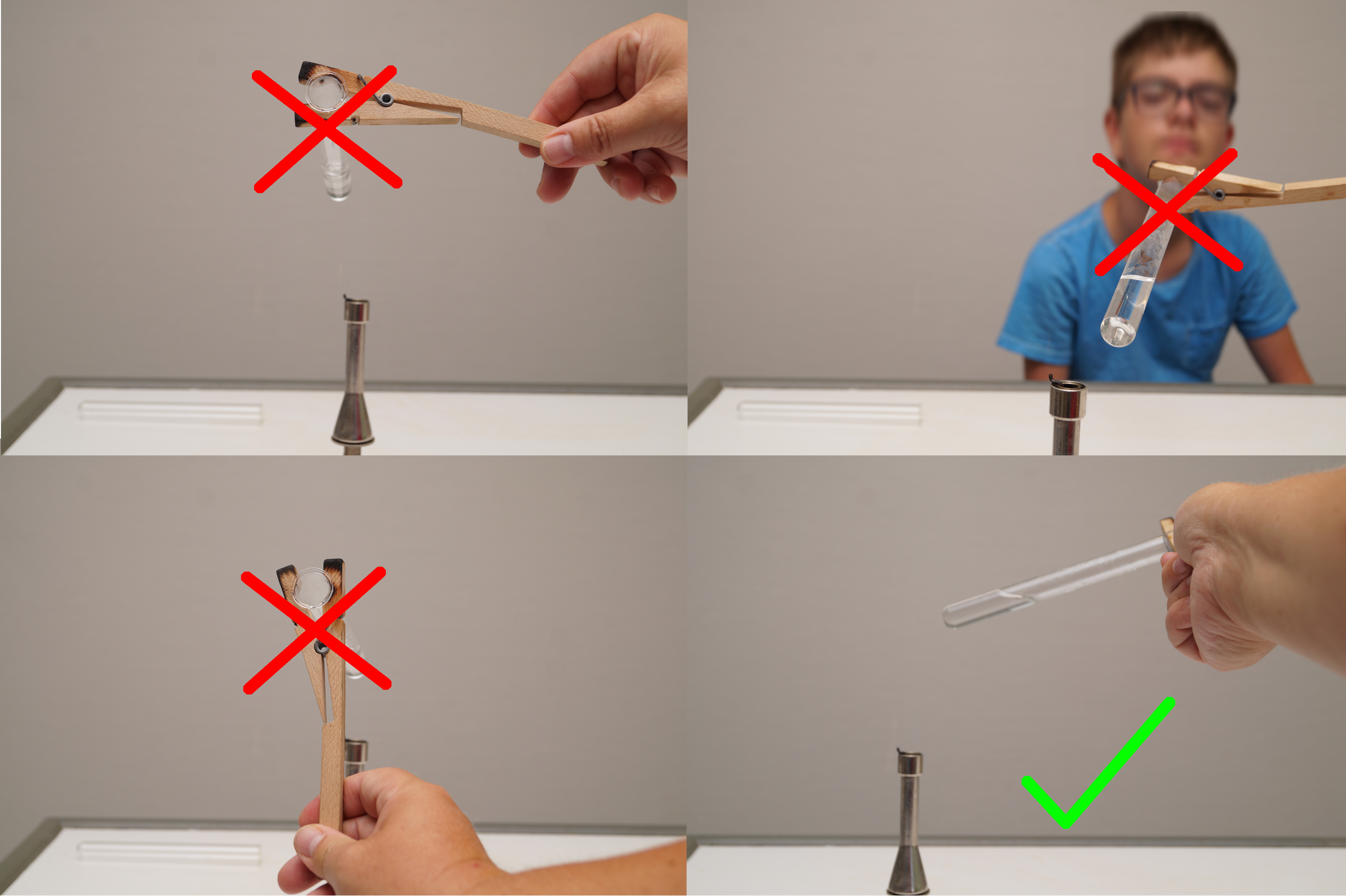
Техніка безпеки при використанні пробіркотримача

При нагріванні рідини у пробірці з тримачем відкритий кінець пробірки необхідно спрямовувати від себе чи будь-кого поблизу, також не слід тримати пробірку вертикально, щоб запобігти википанню та розбризкуванню рідини, що призведе до травмування інших.. Під час нагрівання вмісту пробірки на відкритому полум'ї варто її тримати під кутом приблизно 45°, стежачи за тим, щоб отвір не спрямовувався на людей, які перебувають у безпосередній близькості, уникаючи можливості виплескування рідини, яка спричинить опіки.

## Призначення
Тримач для пробірок призначений лише для утримання пробірки, він не призначений для колб чи інших важчих предметів. Він також використовується, коли потрібно нагріти щось маленьке, що неможливо втримати рукою.

## Конструкція
Конструктивно губки пробіркотримача можуть бути двох типів: з пружиною, що сама закривається, або такі, що регулюються вручну.

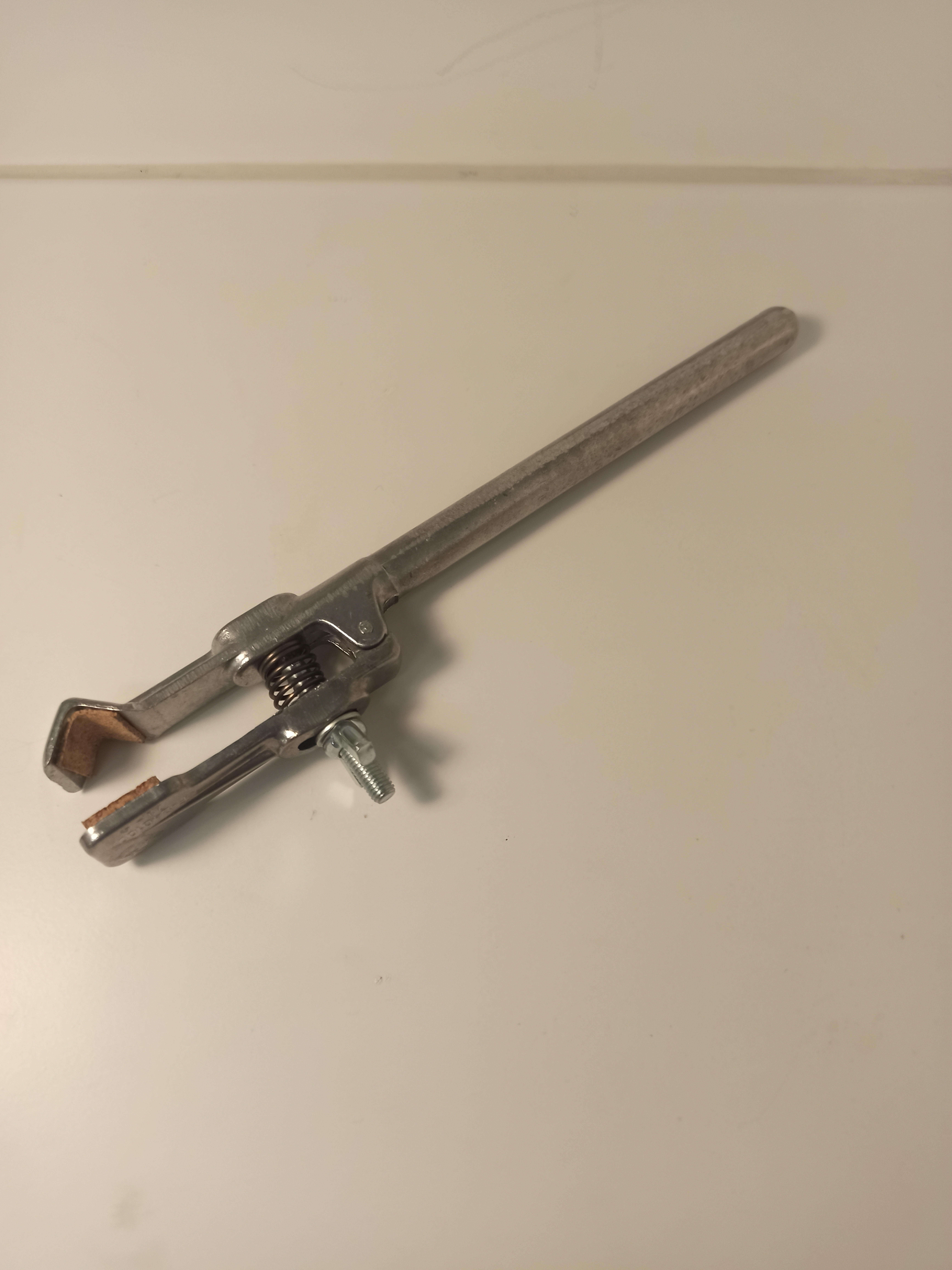
Регульований вручну металевий тримач для пробірок з корковою підкладкою
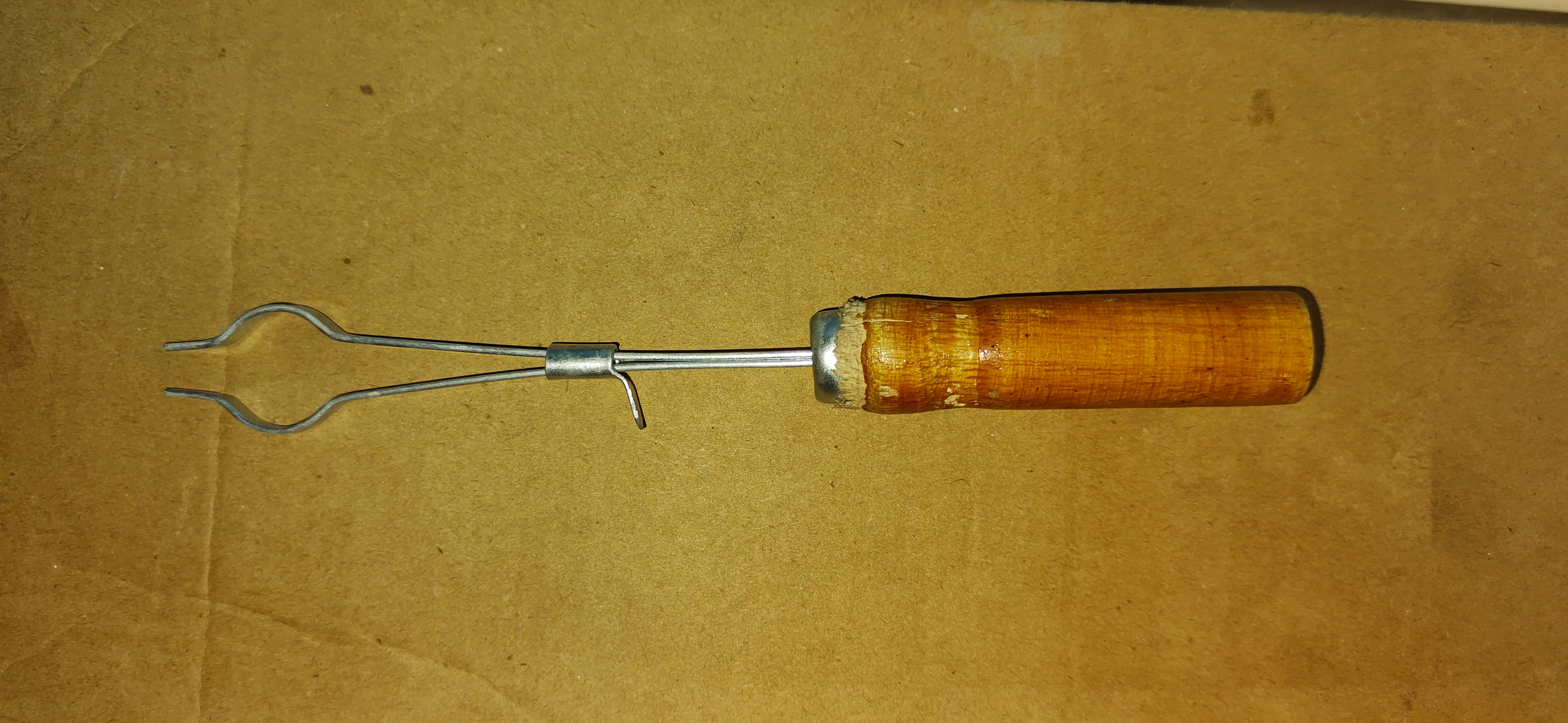
Металевий пробіркотримач з зажимом
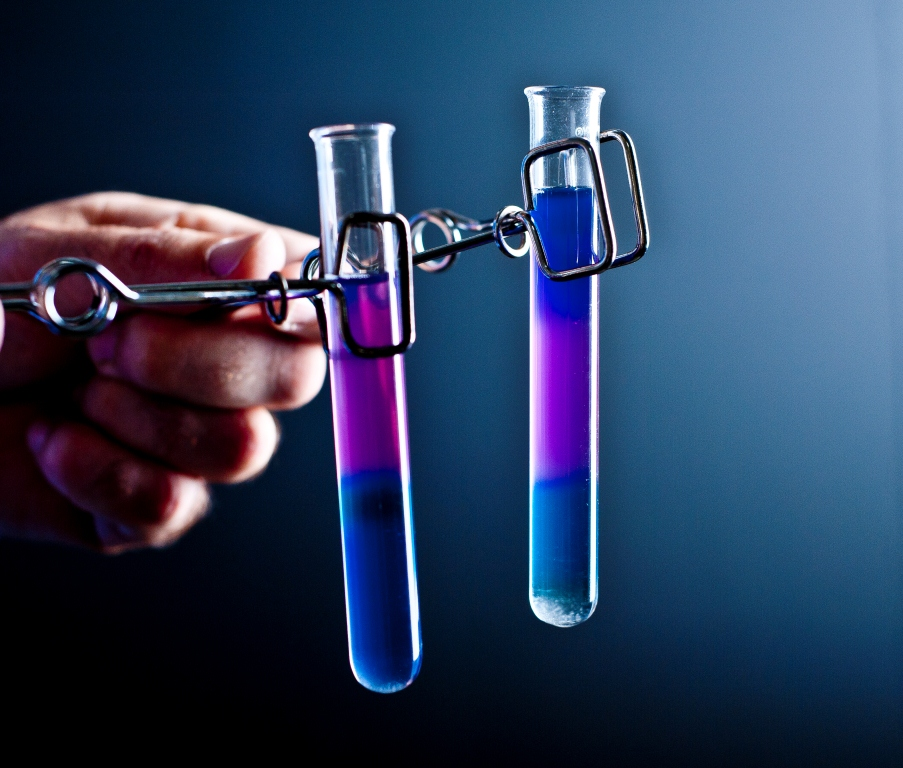
Дві маленькі пробірки в пружинних металевих затискачах
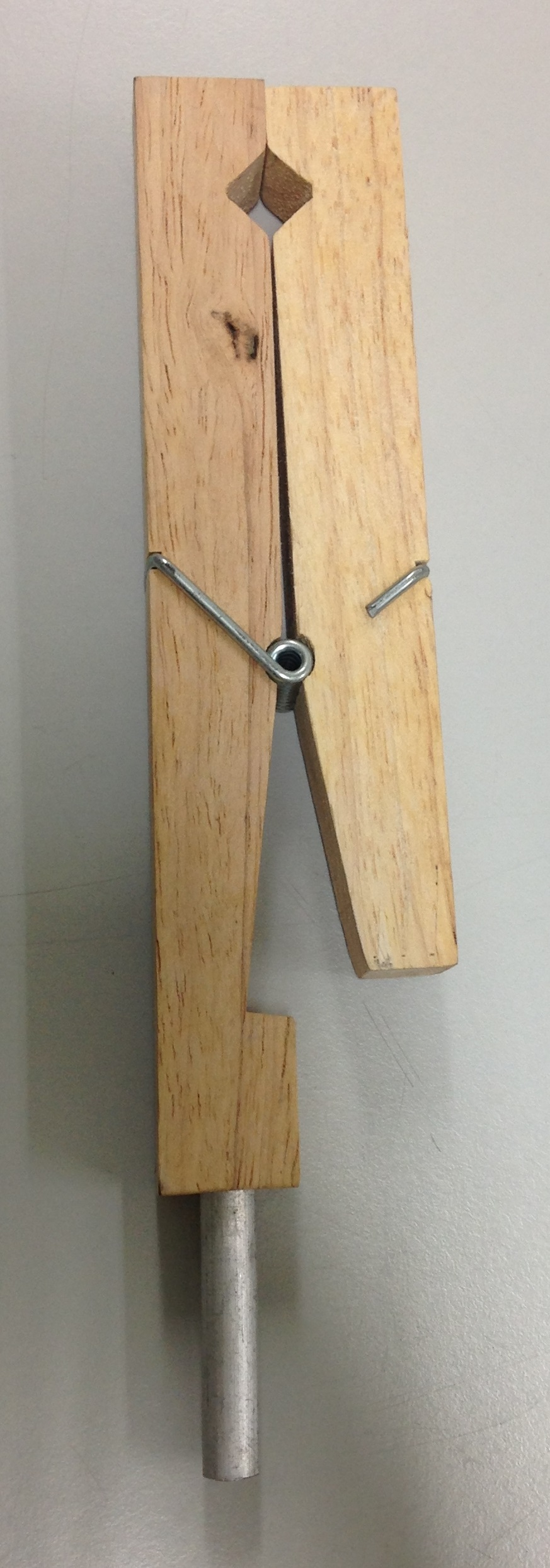
Дерев'яний тримач пробірок з пружинним механізмом